# فوزینوپریل
فوزینوپریل (Fosinopril) یک داروی مهارکننده آنزیم مبدل آنژیوتانسین (مهارکننده ACE) است که برای درمان فشارخون بالا و برخی انواع نارسایی قلبی مزمن به کار می‌رود.
فوزینوپریل تنها مهارکننده ACE حاوی گروه فسفینات (Phosphinate) است که در بازار موجود است. این دارو با نام تجاری مونوپریل در دسترس است.

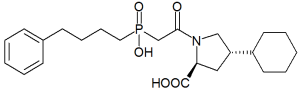
Fosinoprilat, the active form of fosinopril.

## موارد مصرف
درمان فشارخون بالا
نارسایی قلبی مزمن

## مزیت‌های فوزینوپریل
برخلاف سایر داروهای مهارکننده آنزیم مبدل آنژیوتانسین که عمدتاً از راه کلیه‌ها دفع می‌شوند، فوزینوپریل از هر دو راه کلیوی و کبدی دفع می‌شود؛ بنابراین در بیماران مبتلا به نارسایی کلیه که دچار اختلال کار کلیه هستند، فوزینوپریل گزینه بهتری است، چون همچنان از راه کبدی دفع شده و بنابراین در بدن تجمع نمی‌یابد.